# Synagoge (Wenings)

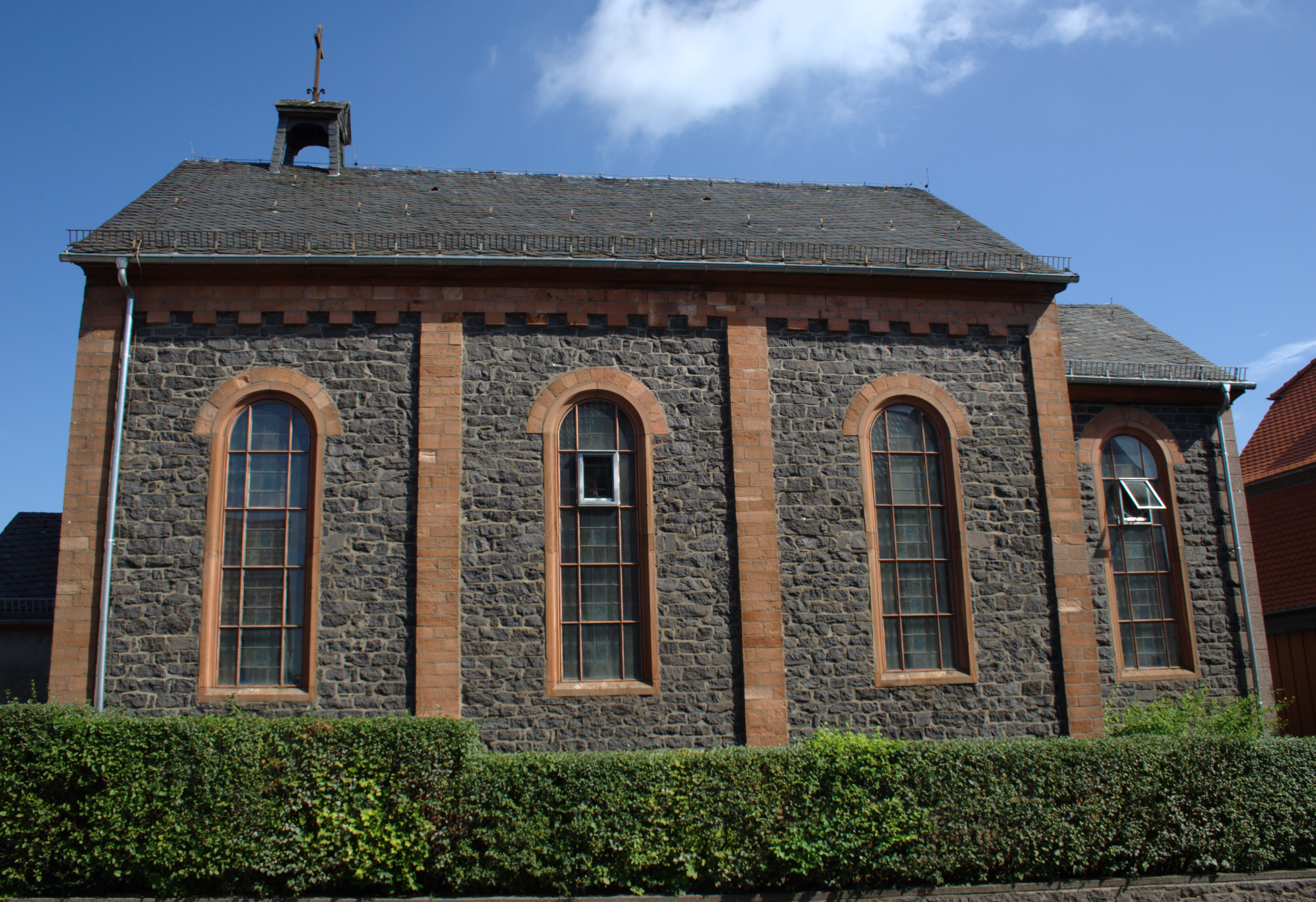
Ehemalige Synagoge in Wenings

Die Synagoge in Wenings, einem Stadtteil von Gedern im Wetteraukreis in Hessen, wurde 1875 bis 1878 errichtet. Die profanierte Synagoge steht an der Amthofstraße 5. Das Gebäude, das heute als katholische Kirche genutzt wird, ist ein geschütztes Kulturdenkmal.

## Geschichte
In der ersten Hälfte des 19. Jahrhunderts gab es bereits eine erste Synagoge unbekannten Baujahres in Wenings. Die neue Synagoge wurde am Platz des Vorgängerbaus errichtet, wobei Steine des Vorgängerbaus wiederverwendet wurden.
In den 1920er Jahren wurde an der Westseite eine Gedenktafel für die jüdischen Gefallenen des Ersten Weltkrieges angebracht.
Beim Novemberpogrom 1938 wurde die Inneneinrichtung der Synagoge durch Brandstiftung zerstört.
Nach dem Zweiten Weltkrieg ging die Ruine in den Besitz der katholischen Kirchengemeinde über, die sie zu einer Kirche umbaute und durch zwei rechteckige Anbauten im Osten und Westen erweiterte. Auch ein Dachreiter mit Kreuz wurde angebracht. Am 28. Mai 1958 wurde die ehemalige Synagoge als katholische Kirche Maria, Königin des Friedens geweiht.

## Beschreibung
Die unweit der evangelischen Kirche stehende Synagoge aus dunkelgrauem Bruchsteinmauerwerk hatte die Außenmaße von etwa 9 mal 13 Metern. Die Fassade war von Lisenen und hohen Rundbogenfenstern mit getreppten Steinumrahmungen gegliedert. Der Haupteingang befand sich an der Westseite. Im Inneren war an zwei Seiten die Frauenempore eingebaut, die von Eisenstützen mit korinthischen Kapitellen getragen wurde. Der Betraum bot Platz für mindestens 100 Gottesdienstbesucher.